# Нестеров, Михаил Васильевич
Михаи́л Васи́льевич Не́стеров (19 [31] мая 1862, Уфа, Оренбургская губерния — 18 октября 1942[…], Москва) — русский и советский живописец, участник Товарищества передвижных выставок и «Мира искусства». Академик живописи (1898). Заслуженный деятель искусств РСФСР (1942). Лауреат Сталинской премии первой степени (1941).

## Биография

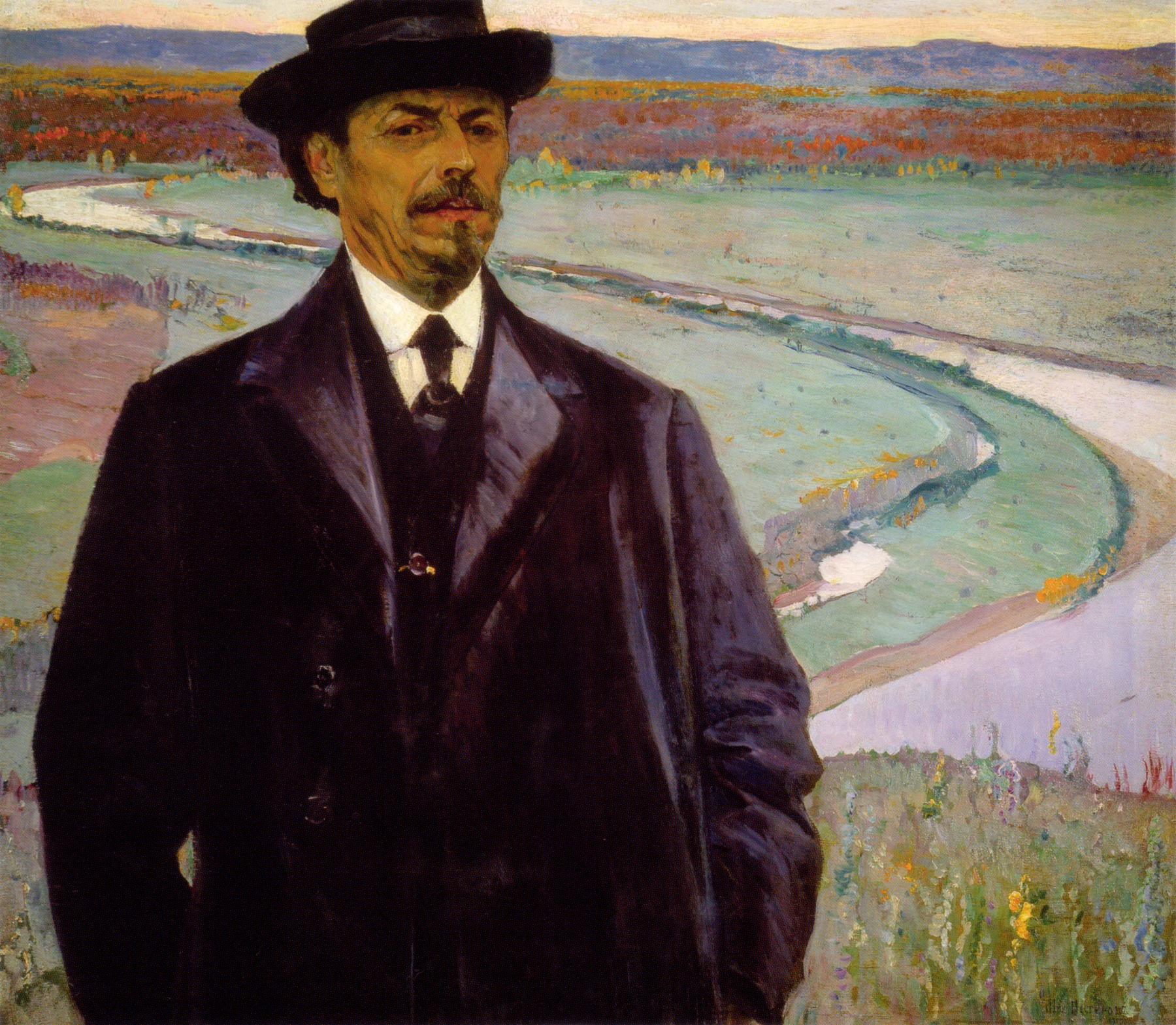
Автопортрет (1915)

### Детство
Родился 19 (31) мая 1862 года в Уфе в интеллигентной купеческой семье с религиозно-патриархальным укладом.
Мать, Мария Михайловна (1823—1894), отличающаяся богатой натурой и властным характером, происходила из Ельца, из старинного купеческого рода Ростовцевых. Родители её были с хорошими средствами, вели большую торговлю пшеницей и в 1830 году переселились в г. Стерлитамак Уфимской губернии
Отец, Василий Иванович Нестеров (1818—1904), человек прямого и независимого характера, очень почитаемый в своём городе, занимался торговлей мануфактурными и галантерейными товарами. Однако по призванию он не был купцом, торговля не очень его увлекала, больше интересовался историей и литературой, любил читать книги. К художественному таланту своего сына проявлял живой тёплый интерес, пристальное внимание и ободряющее участие, за что Нестеров был ему глубоко признателен до конца своей жизни.
В семье родилось двенадцать детей, однако в живых остались только двое — Михаил и старшая сестра Александра.
Воспоминания Нестерова о детстве всегда были проникнуты тёплой благодарностью и сердечной любовью ко всему, что его тогда окружало — родному дому с традиционным укладом жизни, родителям, родственникам, среднерусской природе. Как писал его друг Сергей Дурылин, «У Нестерова, ещё ребёнка, было сильное влечение к природе, были чуткость к её красоте, восприимчивость к её великому языку».

### Учёба
До двенадцати лет Михаил жил в Уфе, учился в мужской гимназии.
Осенью 1874 года по распоряжению отца будущий художник переехал в Москву, чтобы поступить в техническое училище. Не выдержав экзаменов, поступил в реальное училище К. П. Воскресенского.
В 1877 году по совету Воскресенского поступил в Московское училище живописи, ваяния и зодчества, где учился под руководством П. С. Сорокина, И. М. Прянишникова и В. Г. Перова, который был его любимым преподавателем и который оказал сильное влияние на раннее творчество художника. С 1879 года Нестеров начал принимать участие в организованных в училище ученических выставках. Среди его работ раннего периода (1879—1884) можно отметить следующие картины на бытовую тематику: «В снежки», «В ожидании поезда», «Жертва приятелей», «Домашний арест», «Знаток» и «Экзамен в сельской школе». Все они написаны в традициях русского передвижничества.
В училище пробыл три года. В 1881 году переехал в Петербург, где поступил в Академию художеств на курс П. П. Чистякова.
Петербургская академия разочаровала молодого художника, который в 1882 г. вернулся в Москву с надеждой вновь поступить в училище к Перову, однако любимый преподаватель был тогда уже при смерти. Успел написать портрет угасающего наставника.
В 1882 году вновь поступил в Училище живописи, учился у А. К. Саврасова. Лето 1883 года провёл в Уфе, где познакомился с М. И. Мартыновской, своей будущей женой. Вернувшись в Москву, учился в классе В. Е. Маковского. С 1884 года писал жанровые картины на исторические темы, такие как «Приём послов» (1884), «Смерть Лжедмитрия», «Сбор на погорелый храм в Москве» (эскизы, 1885), «Шутовской кафтан. Боярин Дружина Андреевич Морозов перед Иваном Грозным» (1885). В это время Нестеров выполнял для заработка также рисунки для журналов и книг (в том числе для собрания сочинений А. С. Пушкина, для сказок и былин) в «Издательстве А. Д. Ступина».
В 1885 году за картину «Призвание М. Ф. Романова на царство» получил звание свободного художника. К концу 1880-х годов стал известен как автор картин на исторические темы, отражающих его интерес к прошлому Российского государства, в частности к допетровской эпохе. Его работы этого периода: «Встреча царя Алексея Михайловича с Марией Ильиничной Милославской», «Поход московского государя пешком на богомолье в XVII в.», «Свадебный поезд на Москве в XVII в.».
Летом того же года вопреки воле родителей обвенчался с М. И. Мартыновской. После свадьбы художник продолжал работу над журнальными рисунками и иллюстрациями к изданиям произведений А. С. Пушкина, Н. В. Гоголя и Ф. М. Достоевского. В 1886 году за картину «До государя челобитчики» был удостоен звания классного художника и Большой серебряной медали.

### Начало серьёзного творчества

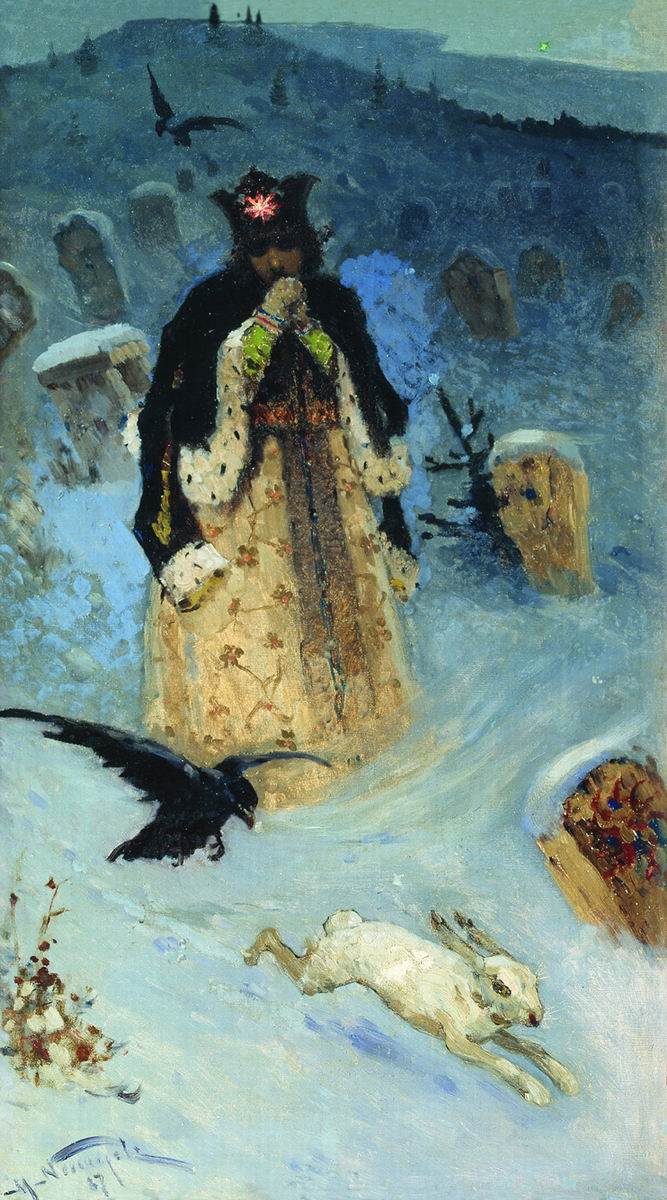
«Царевна» (1887 г.). Государственный музей искусств Республики Казахстан имени Абылхана Кастеева

В мае 1886 года у художника родилась дочь Ольга, при этом его жена М. И. Мартыновская умерла. Образ любимой жены прослеживался во многих последующих работах художника. В 1887 году им были созданы три варианта «Царевны», а потом картина «Христова невеста» — на всех этих работах запечатлены черты лица покойной.

Как писал Дурылин, 
Как Тургенев, написав Асю, Лизу и других их сестёр и подруг, создал свой женский образ, и достаточно сказать: «тургеневская девушка», чтобы младшая сестра пушкинской Татьяны предстала пред нами, так достаточно произнести «нестеровская девушка», чтобы появился перед нами живой облик девушки из народа, поэтический образ, неразрывный с безмолвной печалью.
В этой картине, которая дала начало целой веренице изображений девушек и женщин с чуткой, одинокой душой, полной внутренней красоты и страдания, Нестеров создал новый поэтический образ, насквозь русский и народный. Здесь также впервые изобразил он неброскую красоту среднерусской природы. Этот уникальный тип пейзажа (близкого по духу И. И. Левитану, лирического, лишённого внешнего лоска и ярких красок, проникнутого любовью к России) получил потом название «нестеровского». Неизменные составляющие нестеровского пейзажа, повторяющихся в бесконечных вариациях на его картинах, — это тонкие белоствольные берёзки, чахлые ёлки, приглушённая зелень весеннего или осеннего леса, алые гроздья рябины, вербы с мохнатыми, бархатисто-серыми серёжками, еле заметные цветки, бесконечные просторы, открывающиеся с холмистых берегов реки Белой и тихие, неподвижные воды с отражающимися в них словно замершими лесами. Ещё одна характерная черта нестеровского пейзажа — одухотворённая природа на его полотнах всегда сливается в гармонии с лирическим настроением героев, сопереживает их судьбе.

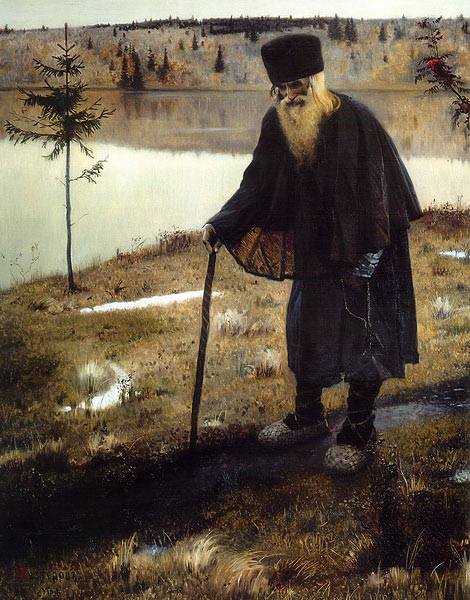
«Пустынник» (1888—1889 гг.). ГТГ

Следующей работой, раскрывающей душевную красоту и глубокую безысходную скорбь русской женщины, стала картина «За приворотным зельем» (1888, Саратовский художественный музей имени А. Н. Радищева). В основе её лежит тема неразделённой любви — на полотне изображена молодая девушка, пришедшая к старому колдуну-мельнику в надежде приворожить «зельем» любимого и нелюбящего или разлюбившего её человека.

Первой значительной картиной, свидетельствующей о самобытности нестеровского таланта, был «Пустынник», написанный художником в 1888—1889 годах. Выставленная на XVII Передвижной выставке, картина стала событием и поставила молодого Нестерова в ряд самых выдающихся живописцев того времени. «Настроение» — это слово неизменно повторялось почти во всех отзывах зрителей, критиков и художников. На картине изображён старец-монах, ушедший от мирской суеты и нашедший счастье в уединении и светлой тишине угасающей осенней природы. 
Зрителю передавалось тёплое любящее умиление, с которым бредущий по бережку старец в лаптях взирает на «кроткое природы увяданье» и на эту худенькую, взъерошенную ёлочку, на последнюю алую ветку рябины, на прибрежную луговинку и первым, робким ещё снежком
 — писал о картине Дурылин.

### Поездка за границу
Поразительна глубокая внутренняя гармония, связывающая человека и природу в его картинах. Знаменательно, что ещё до открытия выставки «Пустынник» был приобретён П. М. Третьяковым. На полученные за картину деньги в 1889 году Нестеров отправился в первое заграничное путешествие — посетил Австрию, Италию, Францию, Германию. Природа и искусство европейских стран произвели на юного художника сильнейшее впечатление. 
Я и теперь дивлюсь, как моё молодое сердце могло тогда вместить, не разорваться от тех восторгов и сладкого томления.
 — вспоминал Нестеров много лет спустя. Во время этого путешествия была написана «Остров Капри». К этому периоду относится также первая зарисовка будущей картины «Видение отроку Варфоломею», сохранившаяся в альбоме набросков острова Капри. Знаменательно, что чем ближе к концу альбома, тем более русские темы вытесняют итальянские зарисовки.

### Сергий Радонежский

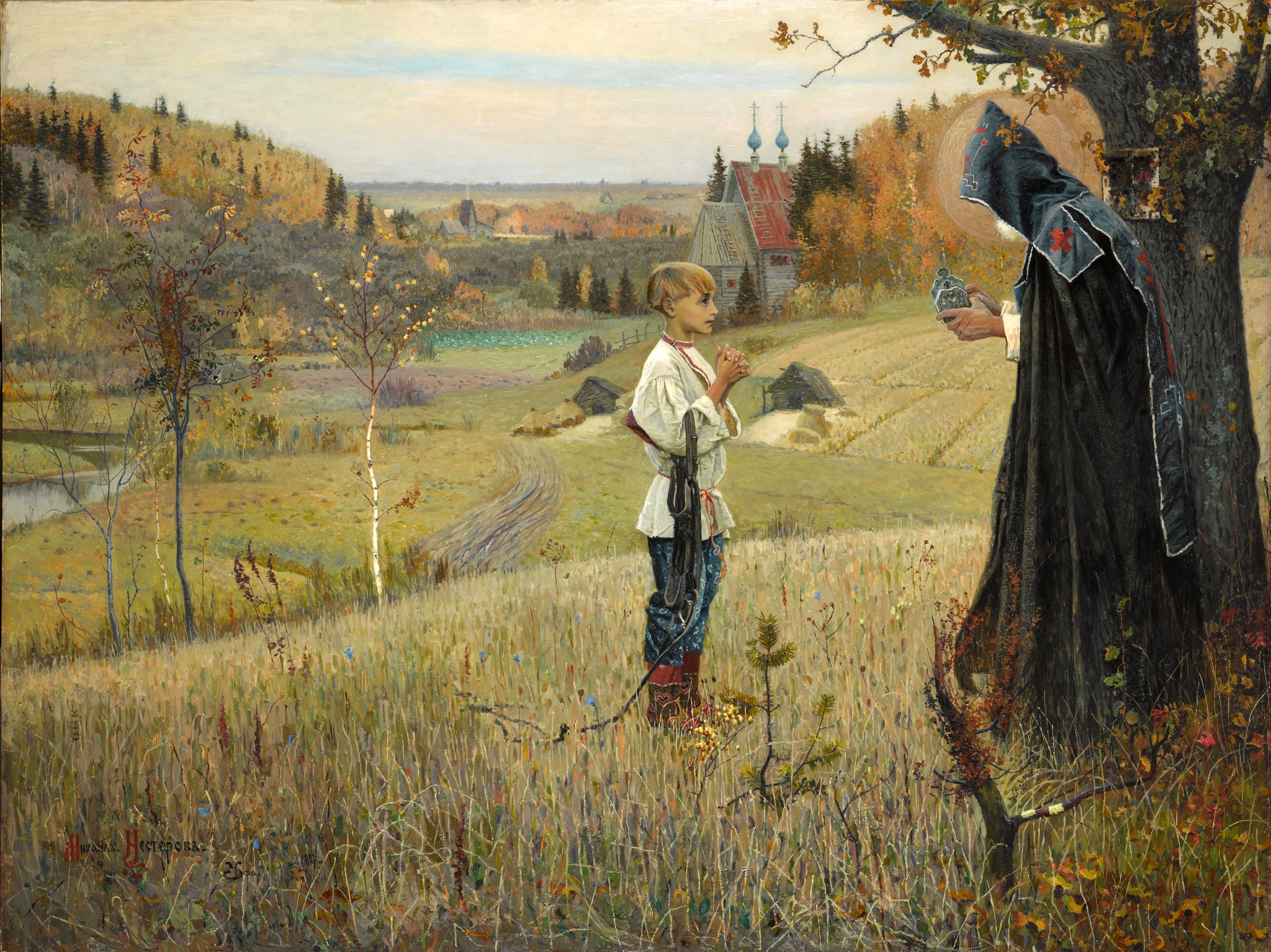
«Видение отроку Варфоломею»

Картина «Видение отроку Варфоломею» (1889—1890) написана Нестеровым на сюжет, взятый из «Жития преподобного Сергия» авторства Епифания Премудрого. Образ Сергия Радонежского, близкий и дорогой художнику с самого детства, был для него воплощением нравственного идеала. Особенно большое значение Нестеров придавал роли святого в сплочении русского народа. Зарисовки пейзажей художник писал в окрестностях Троице-Сергиевой лавры, поселившись в деревне Комякино недалеко от Хотьково. Абрамцево, бывшее имение Аксаковых, превратившееся с переходом к Мамонтовым из подмосковной дачи писателей в подмосковную дачу художников, впоследствии стало одним из излюбленных мест Нестерова.

Картина, вызвавшая самые противоречивые мнения, стала сенсацией XVIII Передвижной выставки и была приобретена П. М. Третьяковым в галерею. До конца своих дней художник был убеждён в том, что «Видение отроку Варфоломею» — самое лучшее его произведение. На старости лет художник любил повторять: 
Жить буду не я. Жить будет «Отрок Варфоломей». Вот если через тридцать, через пятьдесят лет после моей смерти он ещё будет что-то говорить людям — значит, он живой, значит, жив и я.
Картина стала первой из цикла работ, посвящённых Сергию Радонежскому, чей образ не переставал волновать художника на протяжении всей его жизни. За более чем 50 лет творческой работы Нестеров создал 15 больших произведений, посвящённых его излюбленному герою: «Юность преподобного Сергия» (1892—1897), триптих «Труды преподобного Сергия» (1896—1897), «Преподобный Сергий» (1898) и «Прощание преподобного Сергия с князем Дмитрием Донским» (эскизы, 1898—1899). Последняя картина так и не была полностью написана художником, осталась только в эскизах.
С 1889 году художник участвовал в деятельности Товарищества передвижников, в 1896 году стал членом Товарищества.

### Роспись храмов
В 1890 году «Отрока Варфоломея» увидел профессор Адриан Прахов, заведовавший росписью Владимирского собора в Киеве. Поражённый художественным талантом её автора, пригласил Нестерова на работу в собор. Сначала художник колебался, принять ли это предложение. Потом согласился; более того, церковным росписям и иконам отдал свыше 22 лет своей жизни. Чтобы изучить приёмы новой для него монументальной живописи, он отправился в путешествие в Рим, Палермо, Константинополь и Равенну — те места, где мог ознакомиться с традициями византийского искусства.

В Киеве Нестеров сблизился с семьёй Праховых, а также с работавшим вместе с ним во Владимирском соборе В. Васнецовым. Несмотря на то, что тогда участие настоящего художника в подобных работах считалось чем-то ниже его достоинства, именно роспись церквей и храмов принесла Нестерову широчайшую известность. Тем не менее он сам всегда весьма сурово высказывался о своей церковной живописи. Необычным для фресковой живописи того времени было изображение святых на фоне природы.

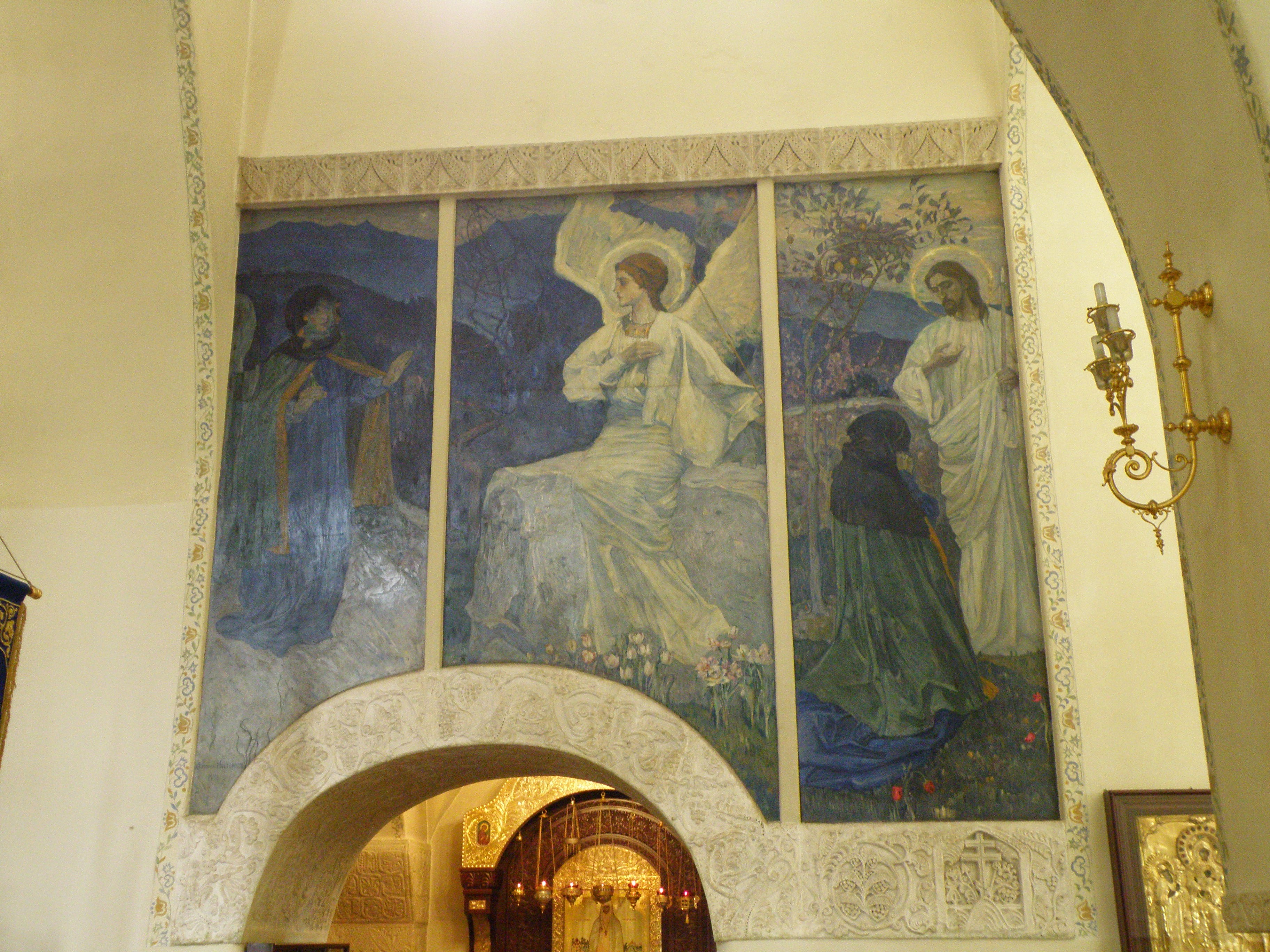
«Воскресение (Утро Воскресения)». Триптих. Роспись на южной стене церкви Покрова Богородицы Марфо-Мариинской обители

Вслед за Владимирским собором последовали работы в других храмах. В 1898 г. младший брат Николая II цесаревич Георгий пригласил Нестерова расписывать дворцовую церковь Александра Невского в Абастумане в Грузии. Здесь Нестеров в течение 5—6 лет оформил лично более 50 композиций на стенах и иконостасе. По объёму работ с Нестеровым не мог сравниться ни один из самостоятельно расписывавших храмы художников XVII—XIX веков. Абастуманский храм произвёл большое впечатление на современников, однако сам Нестеров был недоволен своей работой.
Менее сурово он оценивал свою работу в московской Марфо-Мариинской обители, которой увлёкся несравненно больше, чем росписью в Киеве и Абастумане. Здесь особого внимания заслуживает написанная на стене трапезной картина «Путь ко Христу». Художник выполнил её вразрез с традициями русской православной живописи — вместо святых и угодников, схимников и подвижников или хотя бы монахов, как полагалось в соответствии с многовековой традицией фресковой живописи, Нестеров изобразил на ней обыкновенных людей, ищущих свой путь ко спасению, настоящую Россию в 1908—1911 годах.

Последней церковной работой Нестерова стала роспись Спасо-Преображенского собора в Сумах, которую художник впоследствии считал весьма удачной. Интересно, что в своё время шла даже речь об участии Нестерова в росписи православного собора в Варшаве. Однако художнику не очень понравилась эта затея — он не одобрял идею строительства православного храма в польской Варшаве, поскольку видел в ней 

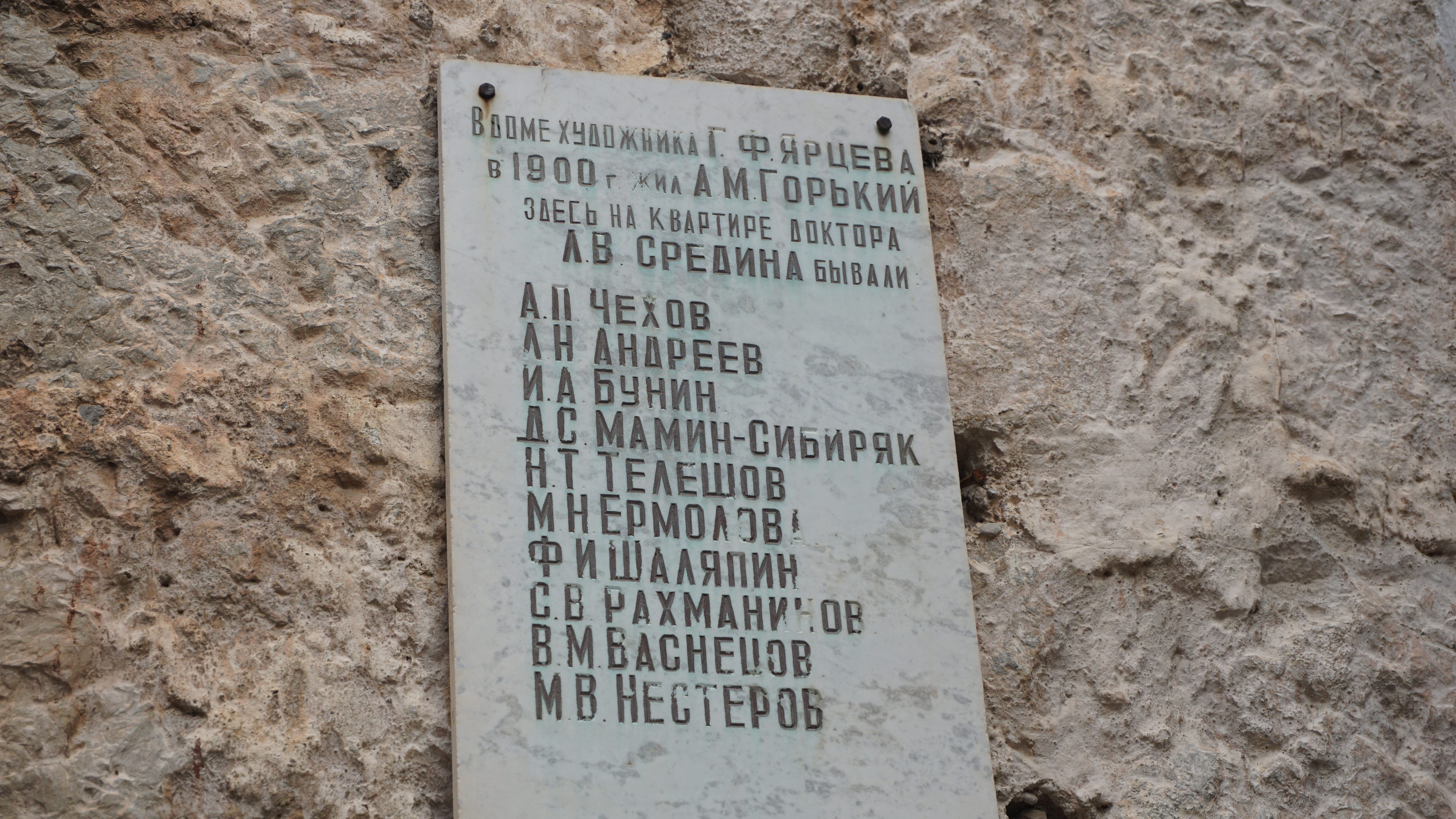
Мемориальная табличка на доме Г. Ф. Ярцева в Ялте

…подчёркнутую тенденцию русификаторства: нарочито русский стиль, нарочито русские художники. Участие в Варшавском соборе было именно тем случаем, когда искусство требовалось правящим сферам только как средство «пропаганды». Таким средством Нестеров быть не хотел.
 — так писал об отказе художника Дурылин.
Работа при росписи храмов наложила отпечаток на всё творчество Нестерова, в котором особое место занимает религиозная тема, тема «Святой Руси». В 1895 году была создана картина «Под благовест» (настоящее нестеровское название: «Монахи»). На ней изображены два монаха, представители двух разных типов: первый — молодой и высокий, и второй — сгорбленный старец. Детали одной фигуры несколько противопоставлены другой. На Передвижной выставке картина была весьма благосклонно принята и стала поводом для избрания Нестерова в члены Товарищества передвижников.

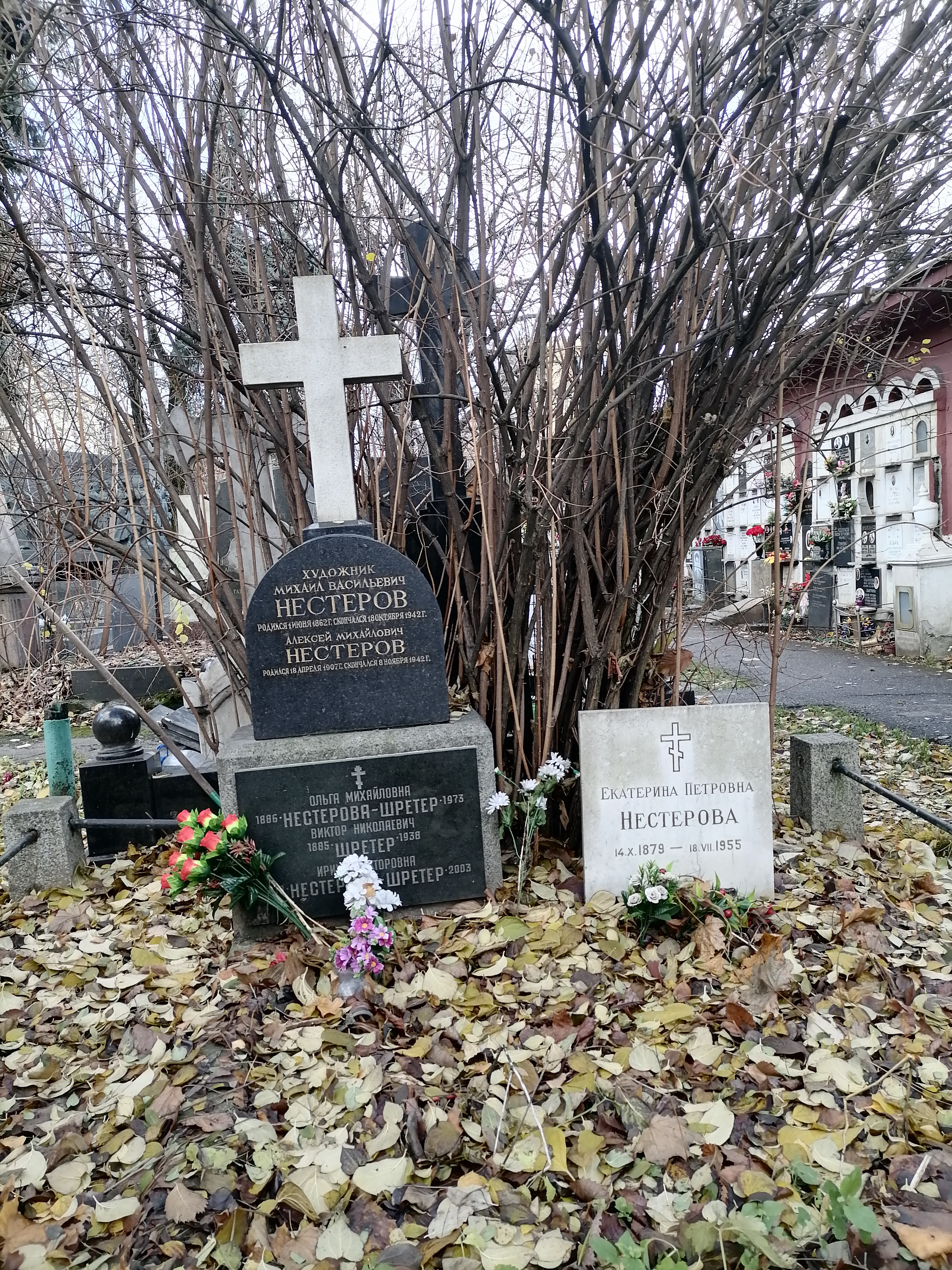
Захоронения Нестеровых на Новодевичьем кладбище

Неоднократно бывал в Ялте, в доме принадлежавшем русскому художнику-пейзажисту, передвижнику Г. Ф. Ярцеву, где на втором этаже была квартира доктора Л. В. Средина, который из-за туберкулёза он переехал из Москвы в Ялту. У него бывали А. М. Горький, А. П. Чехов, Н. Д. Мамин-Сибиряк, А. И. Куприн, Н. Д. Телешов, Ф. И. Шаляпин, М. Н. Ермолова, художники В. М. Васнецов, И. Г. Мясоедов. В воспоминаниях о М. Горьком М. В. Нестеров писал:

Какая-то неведомая сила влекла на балкон Срединых как ялтинских обывателей, так и заезжих в Крым.

### Арест и смерть
В 1938 году Михаил Нестеров был арестован и провёл две недели в Бутырской тюрьме. Его зять, юрист Виктор Шретер, был обвинён в шпионаже, а затем расстрелян. Дочь художника Ольга Михайловна была отправлена в лагерь в Джамбул, откуда вернулась инвалидом в 1941 году.
Нестеров скончался от инсульта на 81-м году жизни в Москве в Боткинской больнице 18 октября 1942 года. До последнего дня жизни он держал в руках палитру и кисть и рисовал. Местом его последнего упокоения стало Новодевичье кладбище (участок № 2).

## Творческий путь

### Соловецкий монастырь
В 1901 году, желая углубить своё знакомство с духовным миром русских монастырей, художник отправился в путешествие в Соловецкий монастырь на Белом море. Под впечатлением русского Севера, суровой природы и соловецких монахов были написаны картины «Молчание», «Лисичка», «Тихая жизнь», «Обитель Соловецкая», «Мечтатели», «Соловки». Но на этом перечень его произведений с «соловецкими мотивами» не заканчивается — они ещё долго звучали на его картинах.

Примечательно, что в своих работах на «монастырские» темы Нестеров никогда не изображал ни архиереев, ни великолепных служений с их пышными обрядами, ни истекающих золотом церковных интерьеров. Отмечая характерные особенности религиозных полотен Нестерова, Дурылин писал: 
Своих монахов-простецов Нестеров всегда выводит из келий, из церквей, из монастырских стен — уводит их в лесную глушь и оставляет там одних с их молитвой, лицом к лицу с животворящей природой, наедине с ёлочками да берёзами, а в собеседники даёт им птицу да зверей. (…) Тема эта была постоянной, неотлучной от Нестерова темой — блаженного общения верующего человека с природой.

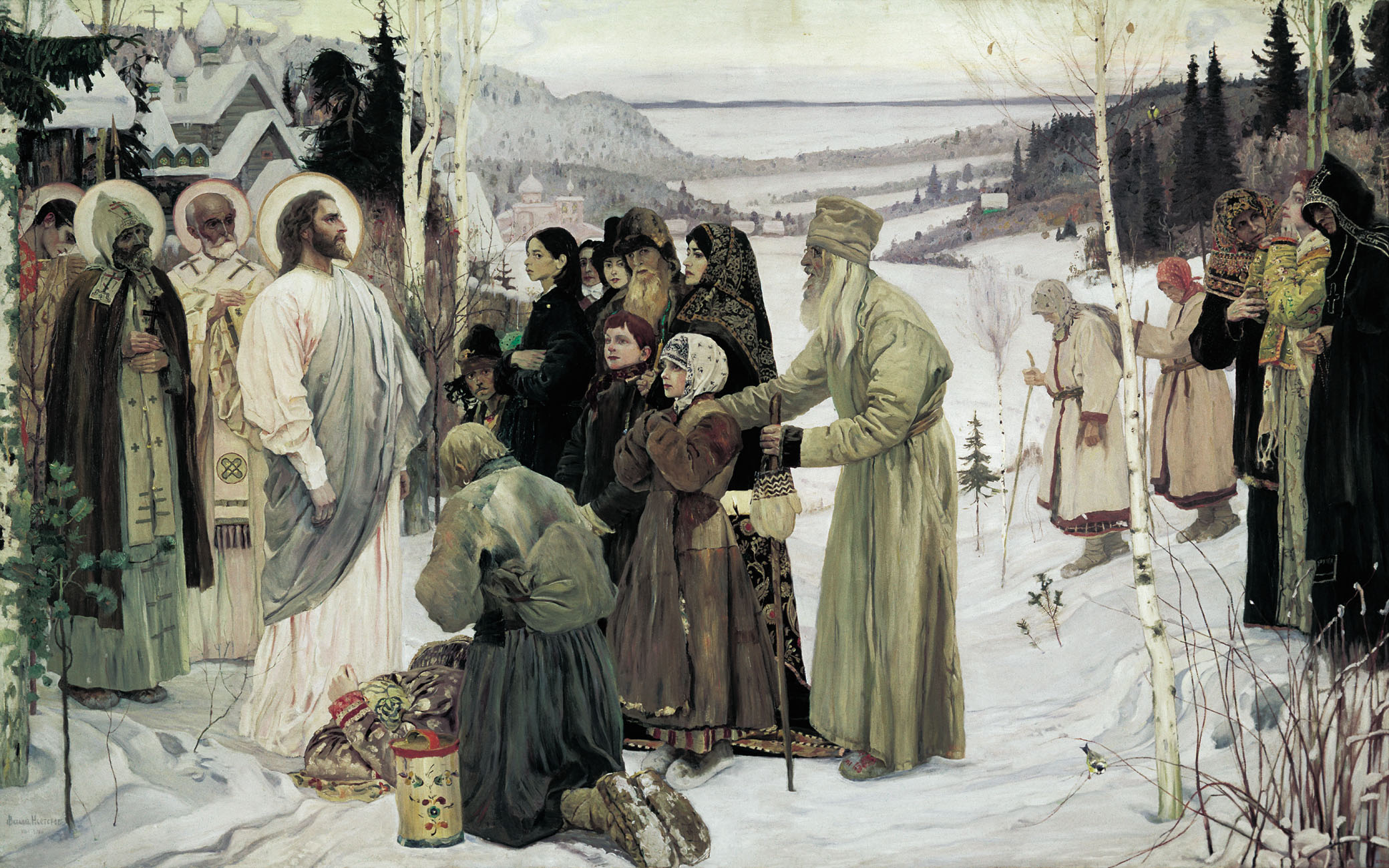
Святая Русь, 1901—1906

Целью путешествия Нестерова в Соловецкий монастырь частично были также художественные поиски, связанные с замыслом большой программной картины «Святая Русь», которая должна была подвести итоги его творческого пути. Весной 1902 г. художник решился выставить на публичное обозрение «вчерне» законченную работу. Содержание полотна точно передаёт второй вариант названия: «Приидите ко Мне все труждающиеся и обременённые и Аз успокою вы» — на ней изображён Христос в окружении святых и обременённые тяжкой ношей жизни странники (народная Россия), пришедшие к Нему каждый со своей бедой. С Киевским показом «вчерне» законченной «Святой Руси» было связано знакомство, которое оказалось переломным в жизни Нестерова. Пришедшая посмотреть его картину Екатерина Петровна Васильева спустя несколько месяцев стала его женой.
В 1905 году Нестеров вступил в Союз русского народа.

### Старообрядчество

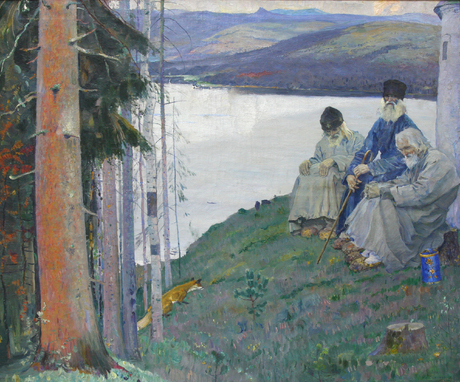
Три старца, 1915, Национальная картинная галерея Армении

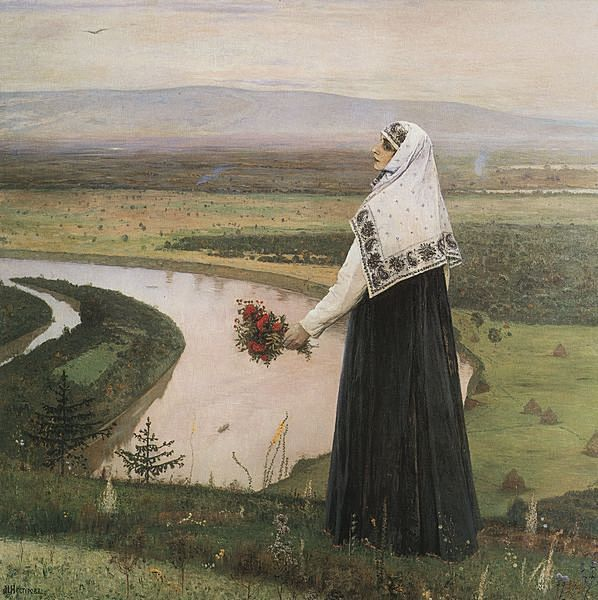
На горах (1896, Киевская картинная галерея). В картине художник одним из первых в русской живописи попытался создать образ родины

В своё время на Нестерова очень сильное впечатление произвели романы Мельникова-Печерского («В лесах», «На горах» и другие), посвящённые жизни заволжских старообрядцев. С этим увлечением творчеством мастера-бытописателя связан цикл картин, главной темой которых является горестная судьба русской женщины. Первой картиной цикла стала работа «На горах» (1896). За ней последовали «За Волгой», «Великий постриг» (1897−1898), «На Волге» (1905), «Думы» (1901), «Усталые», «Лето», «Одинокие», «Две сестры». Всех их насквозь пронизывает чисто-русская «любовь-жалость» автора к героиням, на всех тема одна и та же: раскрытие тайников народной души — чуткой, глубокой женской души, напрасно одарившей любовью не стоящего такого чувства человека и готовой скрыться в поисках покоя за стеной старообрядческого скита.
Среди произведений этого цикла особо выделяется картина «Великий постриг», имевшая, как и многие другие работы художника, автобиографическую основу. На ней изображена юная девушка с глубокой печалью на лице, идущая на постриг в сопровождении монахинь из затерявшегося в лесной глуши старообрядческого скита. Некоторые пытались толковать смысл картины как апологию женского иночества, как поэтическое узаконение женского страдания, однако это не так. Главная тема картины — реквием по несбывшемуся счастью. Полотно встретило тёплый приём у публики, за эту работу художник был удостоен звания академика живописи.
Одна лишь только картина Нестерова посвящена теме счастливой любви. Эта картина — «Два лада» (1905), навеянная русской народной сказкой-идиллией и известной балладой А. К. Толстого, начинающейся со слов: «Порой весёлой мая…» На ней изображены юноша и девица в древнерусском княжеском одеянии. Счастье их первой любви созвучно весеннему ликованию природы. В 1905—1906 гг. художник написал ещё несколько полотен, главной темой которых является единство человека и природы. В этот период, помимо картин «Два лада» и упомянутой выше «За Волгой», были созданы ещё «Лето» и «Свирель».

### После 1917 года
Революция 1917 года стала своего рода рубежом для художника, которому к этому времени исполнилось 55 лет. После начала Гражданской войны семья Нестеровых была вынуждена уехать на Кавказ. В 1918 году художник переехал в Армавир, там заболел и в течение долгого времени не был в состоянии работать. В Москву вернулся только в 1920 году.

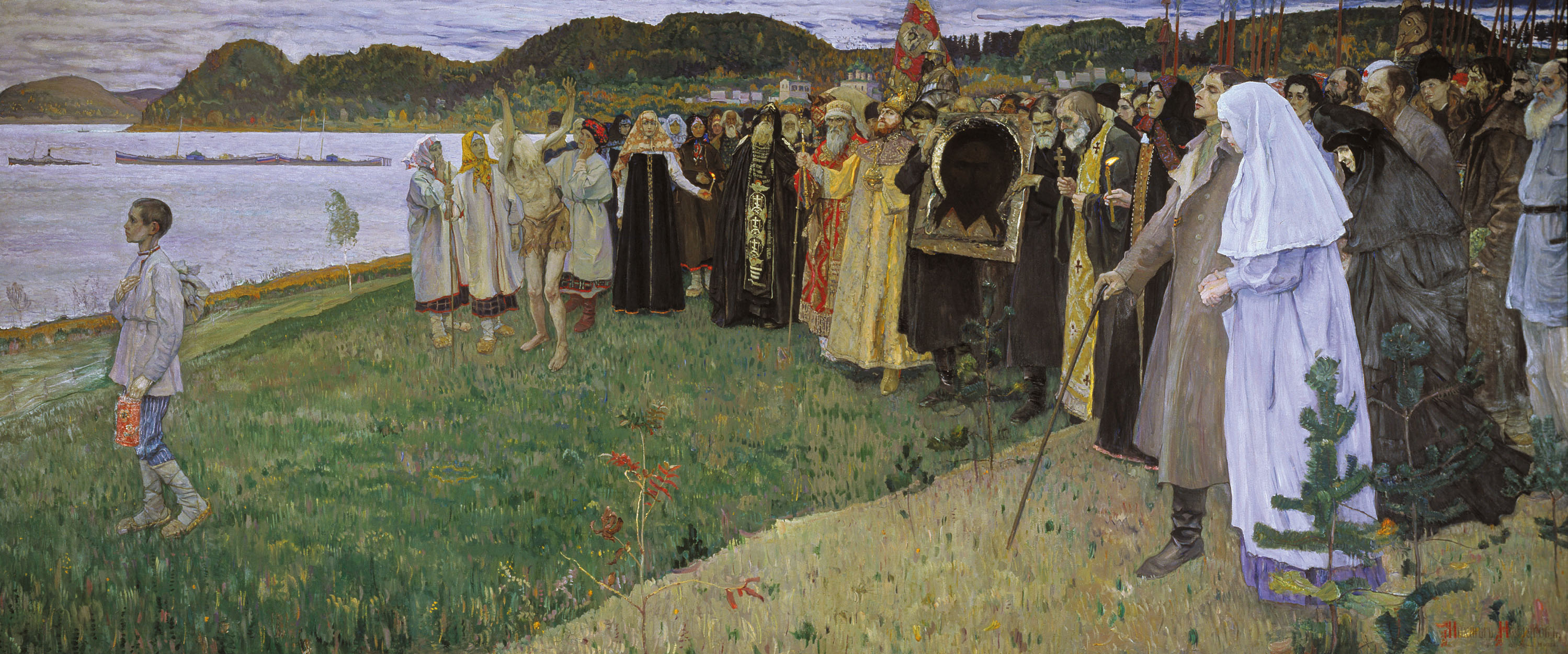
На Руси. Душа народа. 1914—1916

Одной из последних важнейших предреволюционных работ Нестерова было полотно «Душа народа» (1915—1916, первоначальные названия: «Христиане», «На Руси»), в котором должны были воплотиться раздумья художника о судьбе родины и русского народа. Он характеризовал идею этой картины так: 
У каждого свои «пути» к Богу, своё понимание его, свой «подход» к нему, но все идут к тому же самому, одни только спеша, другие мешкая, одни впереди, другие позади, одни радостно, не сомневаясь, другие серьёзные, умствуя…
На картине изображён собирательный образ русского народа — идущее вдоль берега Волги шествие ищущих Бога и правды людей, объединённых одним устремлением представителей всех сословий общества от древнейших времён до современности, в том числе исторические персонажи и знаменитые современники Нестерова. Далеко впереди этой разнообразной толпы ступает крестьянский мальчик лет двенадцати, написанный Нестеровым с сына Алёши — по замыслу автора совершеннейшее выражение души народа. Именно он оказывается смысловым центром картины, наводя зрителя на евангельские слова: «Если не будете как дети, не войдёте в Царство Небесное» (Мф. 18:3). Эта цитата после долгих колебаний художника и была наведена рукой Павла Корина в 1927 году внизу с левой стороны картины. Нестеров считал «Душу народа» одним из наиболее значимых своих произведений и неоднократно повторял: «В начале жизни — „Отрок Варфоломей“, к концу — „Душа народа“».

### Портреты

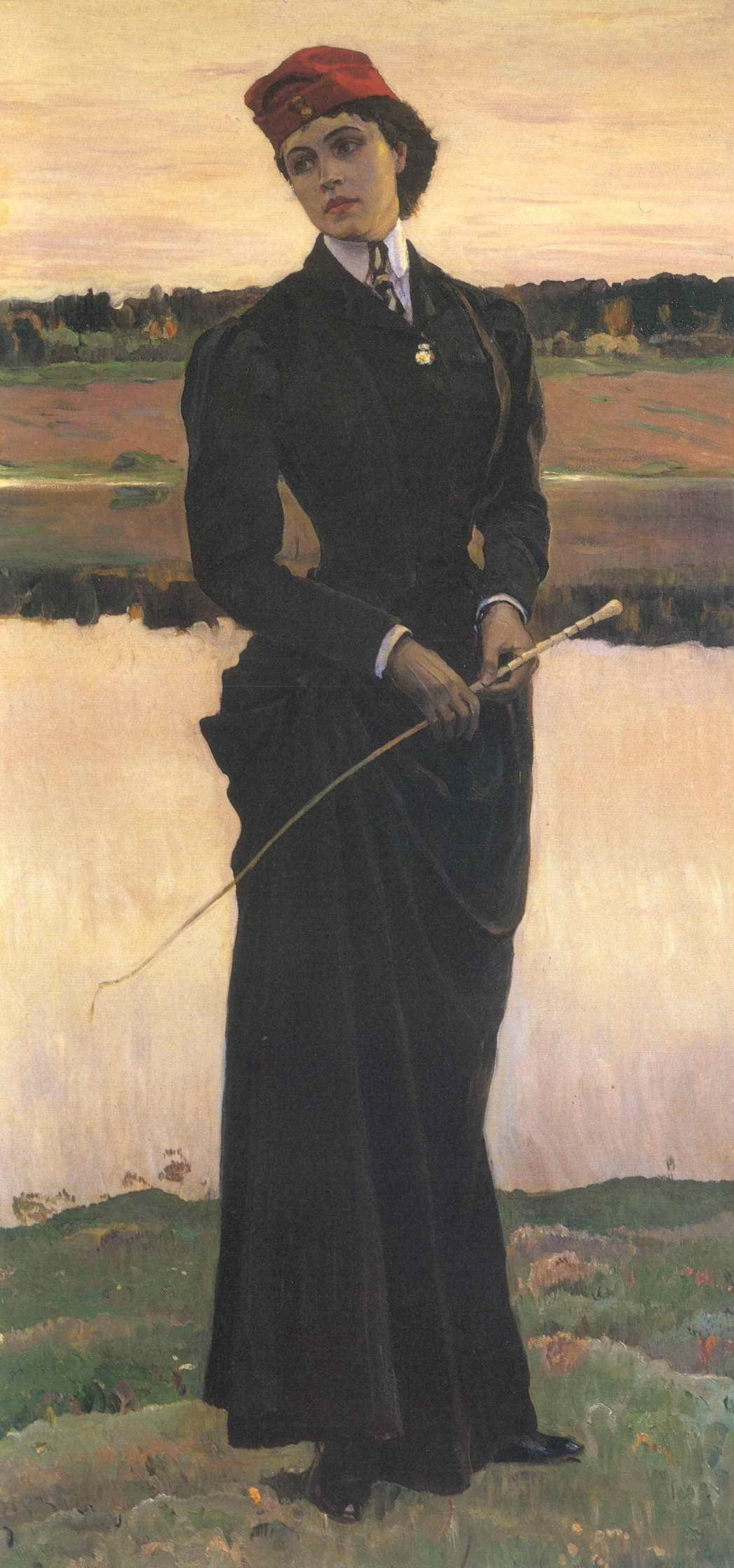
Портрет дочери, 1906

В послереволюционное время Нестеров всё чаще обращается в своём творчестве к портрету. В девяностые годы XIX — в начале XX века портрет почти не встречается как отдельный жанр среди его работ, и существовал для художника исключительно как этюд будущей картины. Дурылин писал, что 
Нестеров с молоду и до старости был убеждён, что ядро внутренней действительности — в портрете ли, в картине ли — всегда заключено в лице человеческом: из огня или пламени глаз, из тёплой улыбки или смеха уст идёт электрический ток действенности, приводящий в действие всю фигуру и всё соприкасающееся с ней на картине.

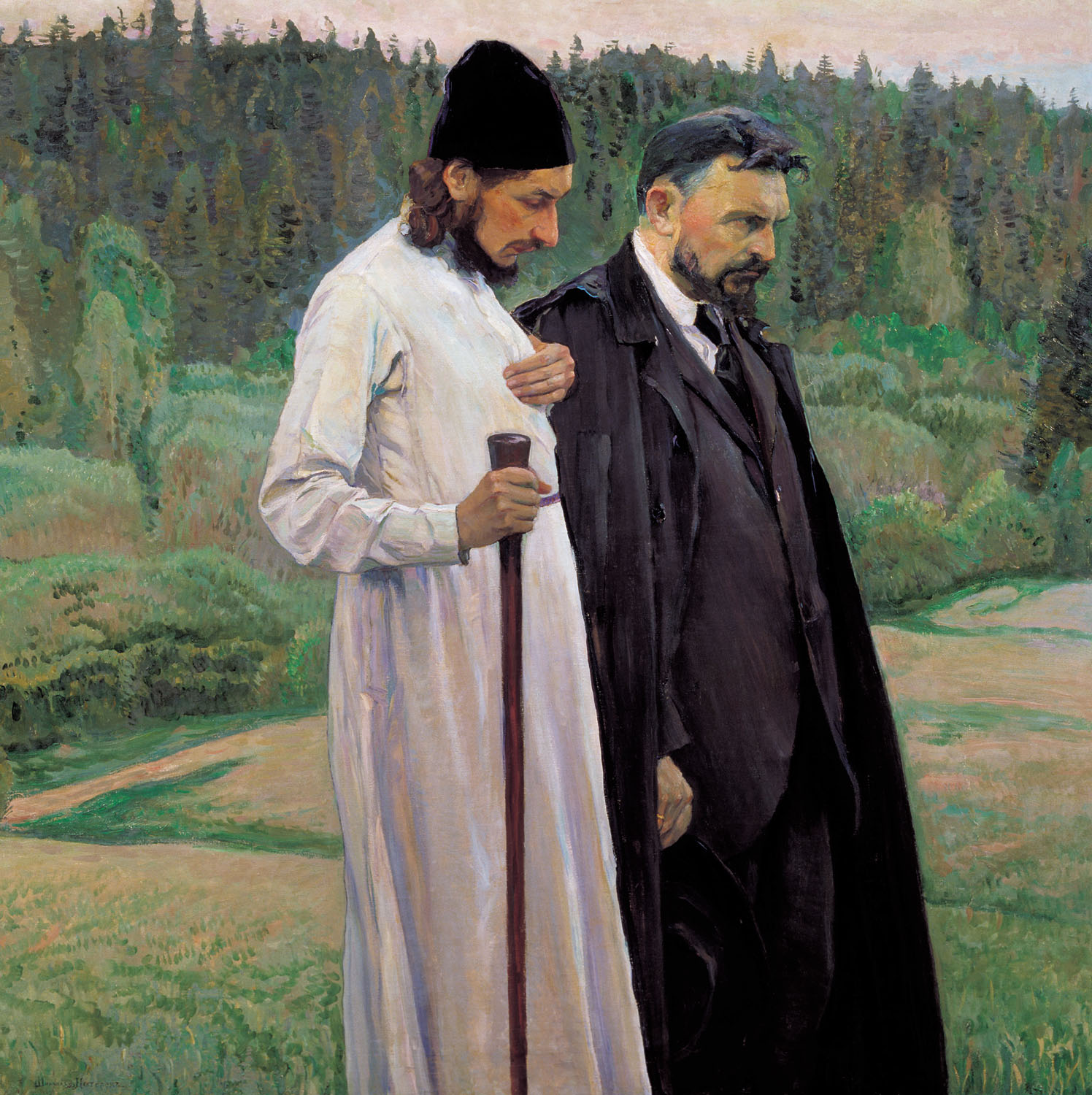
Философы (Флоренский и Булгаков), 1917

 Лица героев всех его картин написаны с конкретных людей.
Первым произведением в новом жанре, которым художник остался по-настоящему довольным, был портрет его жены Е. П. Нестеровой, написанный в киевской квартире в 1905 г. За ним последовали другие портреты близких и дорогих ему людей, преимущественно женщин, чем-то напоминающих героинь его «романа в картинах». Вот некоторые из них: «Портрет дочери» Ольги в чёрной амазонке, красной шапочке и хлыстом в руке, известный под названием «Амазонка» (1906), портрет жены в китайском халате на воздухе (1906), портрет друга, княгини Н. Г. Яшвиль, портрет сына Алёши, портрет дочери В. Нестеровой-Титовой (1928), портрет Н. М. Нестеровой «Девушка у пруда» (1923). Последняя работа сильно отличается от предыдущих портретов художника. 
«О каждой нестеровской девушке думалось: она в конце концов уйдёт в монастырь. А вот эта девушка — не уйдёт. Ей дорога в жизнь, только в жизнь.» — вот что сказал А. М. Горький по поводу этой картины.
Как портретиста Нестерова привлекали также выдающиеся люди его века:
- учёный А. Н. Северцов;
- художник, учитель и друг Нестерова В. М. Васнецов;Портрет скульптора В. И. Мухиной. 1940 г. ГТГ

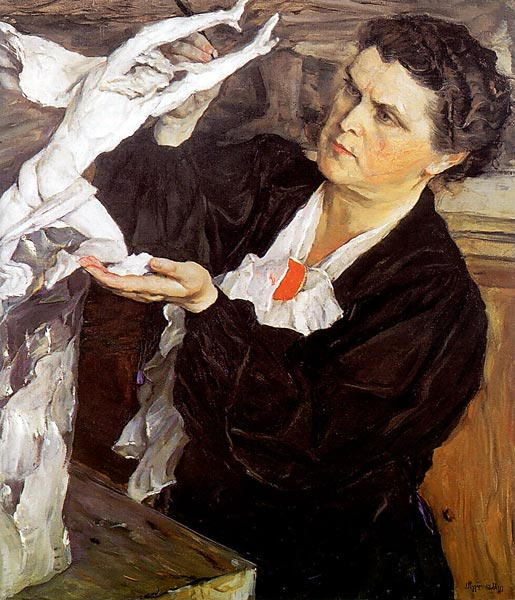
Портрет скульптора В. И. Мухиной. 1940 г. ГТГ

- архиепископ Антоний Волынский («Архиерей», 1917 год);
- художники братья Корины (1930 год);
- скульпторы И. Д. Шадр (1934 год) и В. И. Мухина;
- мыслители П. А. Флоренский и С. Н. Булгаков («Философы», 1917 год);
- И. А. Ильин («Мыслитель», 1921—1922 годы);
- писатели Максим Горький и Лев Толстой (1907 год);
- хирург С. С. Юдин (1933 и 1935 годы);
- физиолог И. П. Павлов (1930 и 1935 годы);
- народная артистка К. Г. Держинская (1937 год)[10];
- архитектор А. В. Щусев (см. «Портрет А. В. Щусева»);
- польский пейзажист Ян Станиславский (который был близким другом Нестерова и которого Нестеров очень ценил как художника, называя его «польским Левитаном»);
- и другие.

В 1941 году за портрет И. П. Павлова, созданный в 1935 году, художнику была присуждена Сталинская премия, одна из первых премий в области искусства.

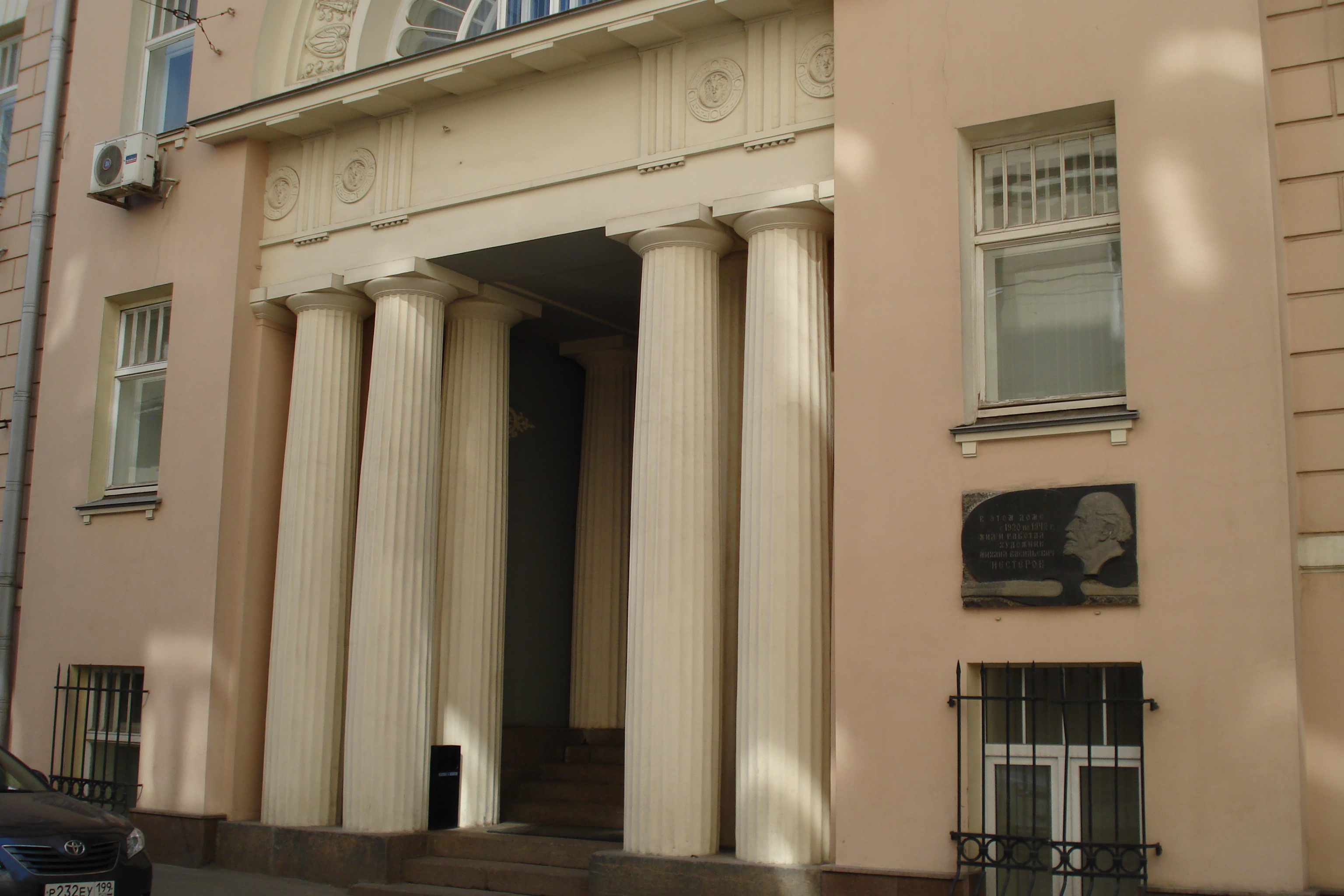
Здесь Михаил Васильевич жил в 1920—1942. Москва, ул. Сивцев Вражек, 43

Неоднократно Нестеров писал также самого себя — в целом художник создал около десяти графических и живописных автопортретов. В советское время неоднократно переписывал в бесконечных вариантах свои старые картины. Однако главное направление его творчества в послереволюционное время — это портретная живопись. Знаменательно, что Нестеров никогда не принимал заказы на портреты, так же, как и отказывался от заказной работы в храмах, выше всего ценя независимость в своей деятельности.
Последней работой Нестерова была картина «Осень в деревне» (1942), написанная под впечатлением пушкинских строк: «Уж небо осенью дышало…» за несколько месяцев до смерти художника, которого ничего не могло оторвать от любимой работы — ни постепенно ухудшающееся состояние здоровья, ни тяжёлое материальное положение, ни лишения военного времени.
В последние десятилетия жизни Нестеров с увлечением работал над воспоминаниями, вышедшими отдельной книгой в начале 1942 г. под названием «Давние дни». Книга была встречена с живым интересом и имела большой успех.

## Семья

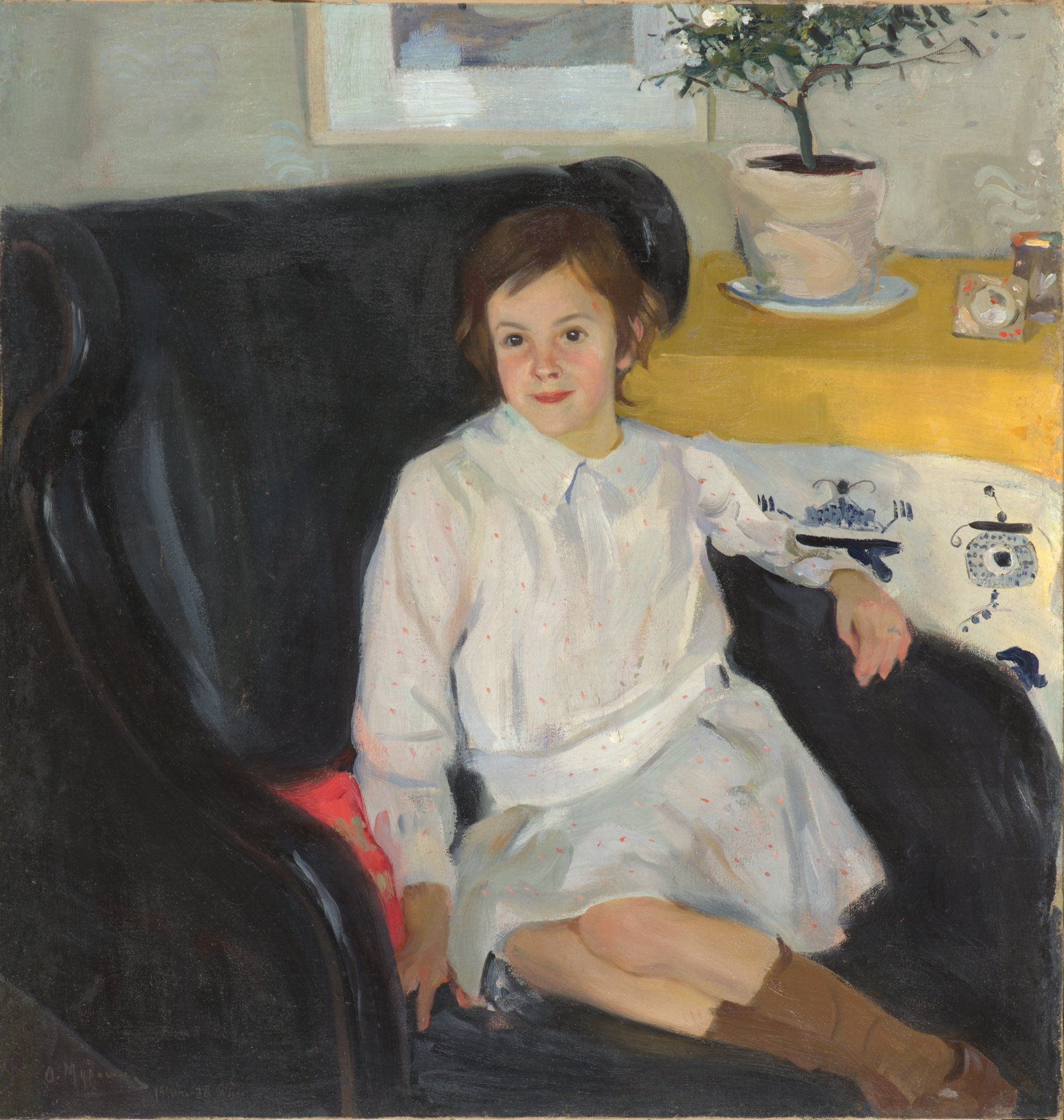
Александр Мурашко. «Портрет Натальи Нестеровой, дочери М. Нестерова», 1910. Национальный художественный музей Украины, Киев

- Сестра: Александра Васильевна Нестерова (1858—1913).
- 1-я жена: Мария Ивановна Мартыновская (1862—1886).
  - Дочь: Ольга Михайловна Нестерова-Шрётер (1886—1973).
    - Её муж — В. Н. Шретер.
    - Внучка: Ирина Викторовна Шрётер (1918—2003), художник кино.
- Возлюбленная: Юлия Николаевна Урусман (1877—1962). Были вместе с 1898 до 1902 года — до второго брака художника.
  - Михаил (1901—1921).
  - Фёдор (23.02—07.07.1902)[11][12].
  - Вера Михайловна Нестерова-Титова (1899—1998)[13].
    - Внучки: Мария Ивановна Титова[14] (1937—2022), стала профессором в области медицинских наук, работала в Институте хирургии им. А. В. Вишневского.
    - Татьяна Ивановна Титова (1939—2010), работала в Институте физической химии РАН, была кандидатом физико-математических наук.
- 2-я жена: Екатерина Петровна Васильева (1879—1955). Их дети:
  - Наталья Михайловна (1903—2004). 1-й муж — Михаил Дмитриевич Беляев, пушкинист, который основал музей-квартиру Пушкина на Мойке[15]. Муж — Федор Сергеевич Булгаков (1902—1991), сын философа С. Н. Булгакова.
  - Анастасия (1904) — умерла во младенчестве.
  - Алексей Михайлович (1907—1942), специалист по коневодству, увлекался рисованием, фотографией, писал стихи. Алексей умер после долгой борьбы с туберкулёзом в один год с отцом[16].

## Сочинения

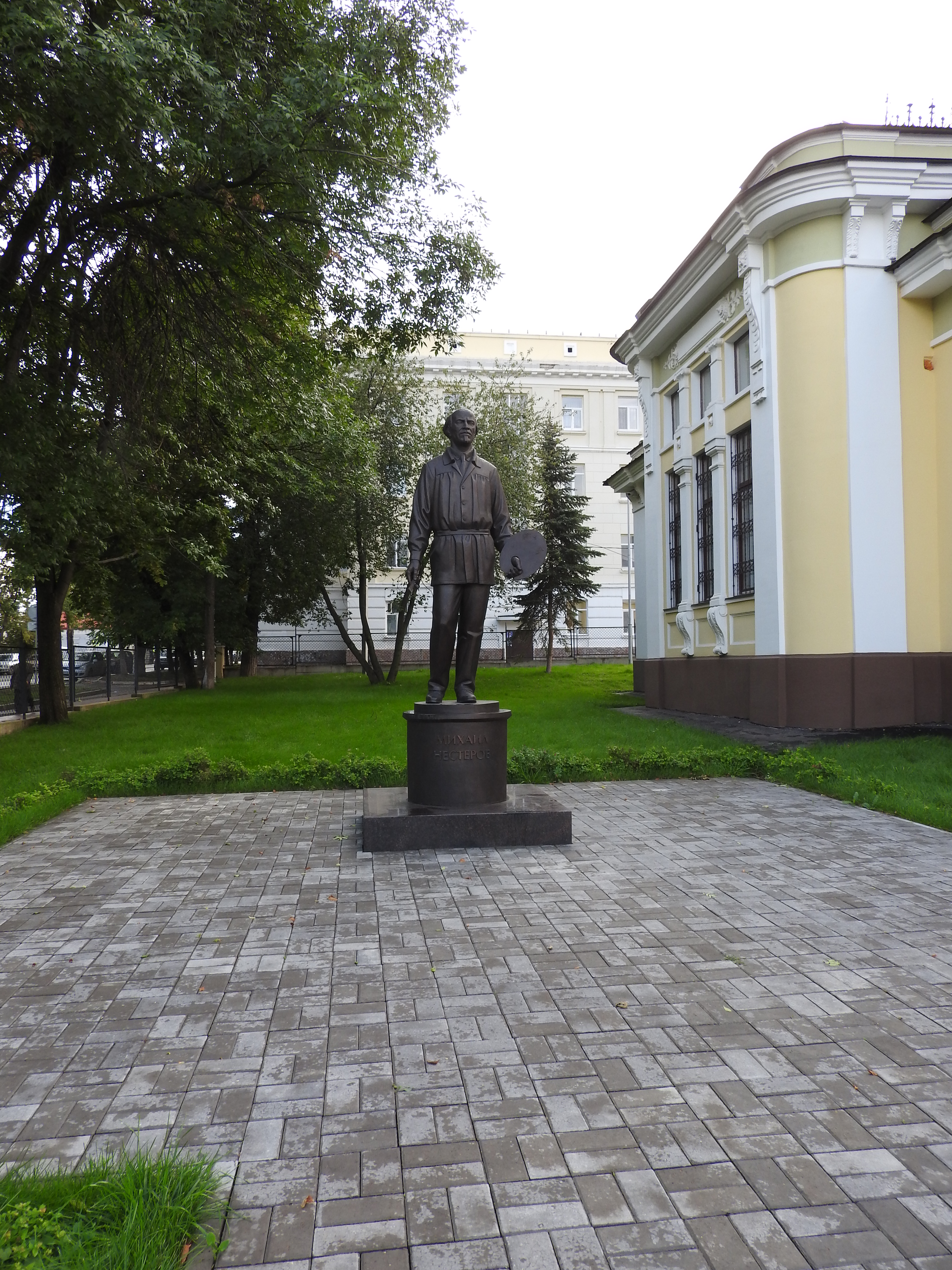
Памятник М. В. Нестерову в Уфе

- Давние дни. Встречи и воспоминания. — 2-е изд. — М.: Искусство, 1959. — 400 с.
  - Давние дни : Встречи и воспоминания / М. В. Нестеров; Сост., подгот. текста, примеч. Т. Ф. Прокопова; Вступ. ст. В. Н. Хмары. — М. : Русская книга, 2005. — 560 с. : ил. — (Русские мемуары. Москва и москвичи). — ISBN 5-268-00564-2.
- Из писем / М. В. Нестеров; Вступ. статья, сост., коммент. А. А. Русаковой. — Л.: Искусство. Ленинградское отделение, 1968. — 451 с., 32 л. ил.
- Письма: Избр. / Вступ. ст., сост., коммент. А. А. Русаковой. — Изд. 2-е, перераб. — Л.: Искусство, 1988.
- Воспоминания / Вступ. ст., сост., коммент. А. А. Русаковой. — М.: Сов. художник, 1989.
- О пережитом : 1862–1917 гг. : воспоминания / Михаил Нестеров; [подгот. текста М. И. и Т. И. Титовых и др.]. — М. : Молодая гвардия, 2006. — 587, [2] с., [24] л. ил., портр., цв. ил., портр. — (Библиотека мемуаров : близкое прошлое ; вып. 19). — ISBN 5-235-02678-0.

## Награды и премии
- Сталинская премия первой степени (1941) — за портрет академика И. П. Павлова (1935)[17]
- заслуженный деятель искусств РСФСР (01.06.1942)
- орден Трудового Красного Знамени (01.06.1942)

## Память
Личные вещи семьи Нестеровых в экспозиции Башкирского художественного музя
- В 1961 году на доме (пер. Сивцев Вражек, д. 43), в котором Нестеров жил и работал с 1920 года, установлена мемориальная доска[18].
- В ноябре 2017 года в Республике Башкортостан учреждена Государственная премия имени Михаила Нестерова в сфере изобразительного искусства и искусствоведения. Она будет присуждаться один раз в два года за создание выдающихся произведений изобразительного искусства, а также исследования в области теории и истории искусств, художественной критики. Размер премии составляет 500 тысяч рублей[19].
- 11 декабря 2015 года в Уфе у здания Башкирского государственного художественного музея имени М. В. Нестерова был открыт памятник Михаилу Нестерову[20]. Проект памятника выполнен заслуженным художником РБ Ф. Нуриахметовым в соавторстве с членом Союза художников России В. Лобановым по эскизу заслуженного художника России и РБ Н. Калинушкина.

### В бонистике
- Художник изображён на лицевой стороне купюры номиналом 50 уральских франков 1991 года выпуска.

### В филателии
- В 1962 году была выпущена почтовая марка СССР, посвящённая Нестерову.
- В 2012 г. почта России выпустила почтовый блок.
- В 2018 году была выпущена почтовая марка с изображением скульптуры Михаила Нестерова работы Александра Миронова.

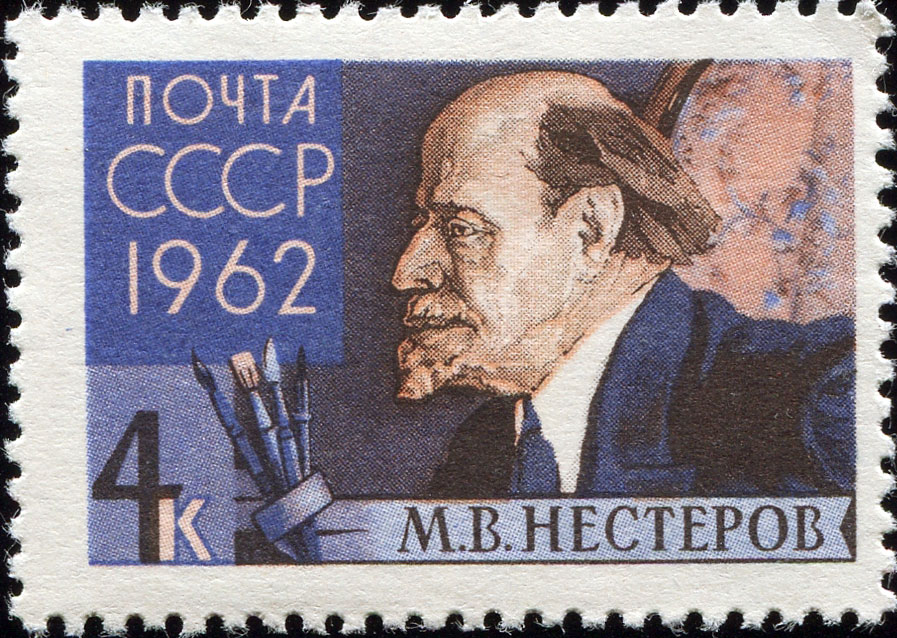
Почтовая марка СССР, 1962 год
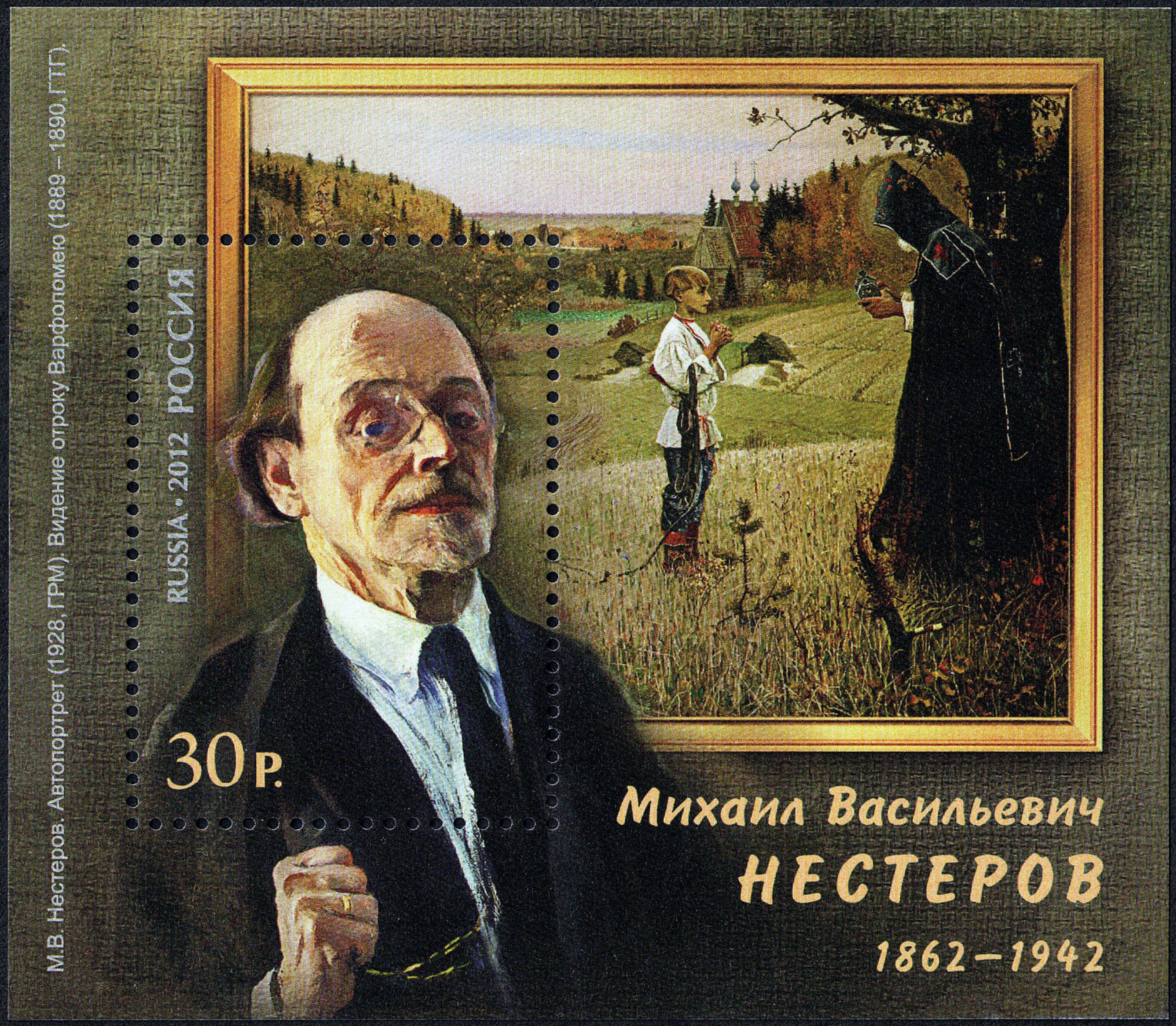
Почтовый блок. 150 лет со дня рождения русского художника
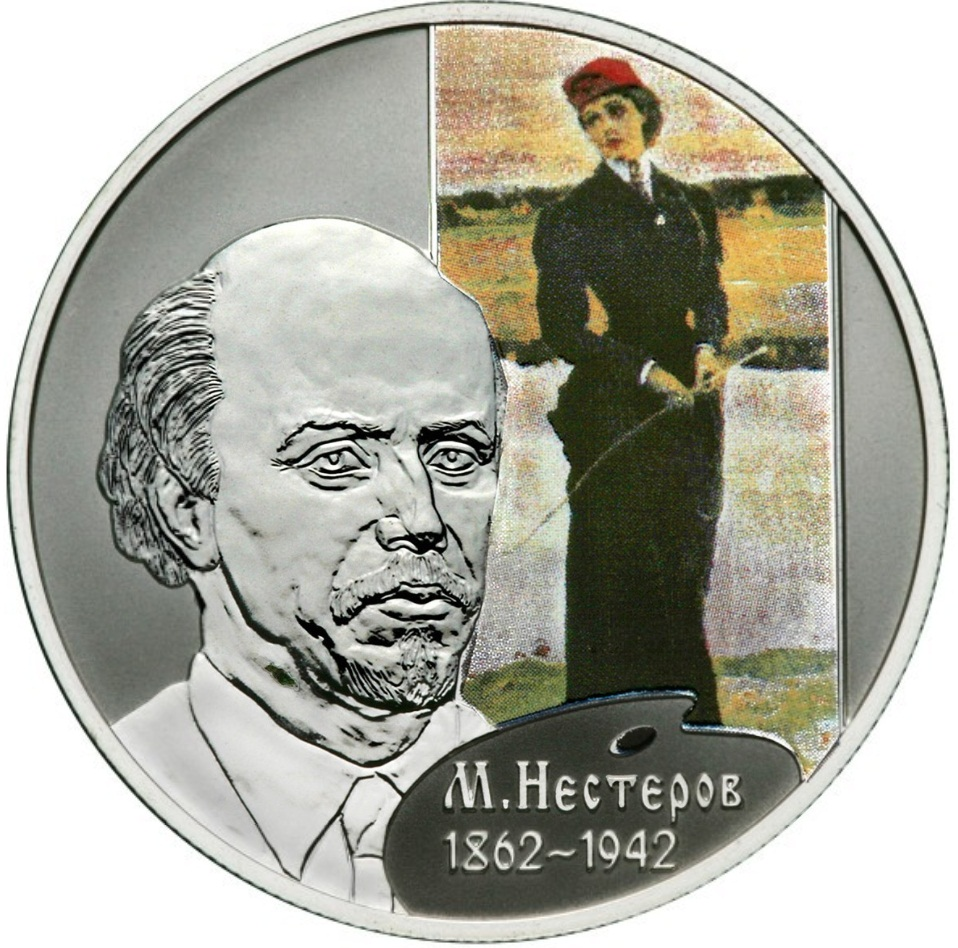
Памятная монета Банка России, выпуск 1 ноября 2012 года
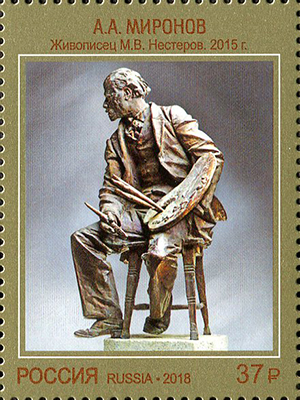
Почтовая марка, 2018 год